# 406-mm-Kaliber M1919

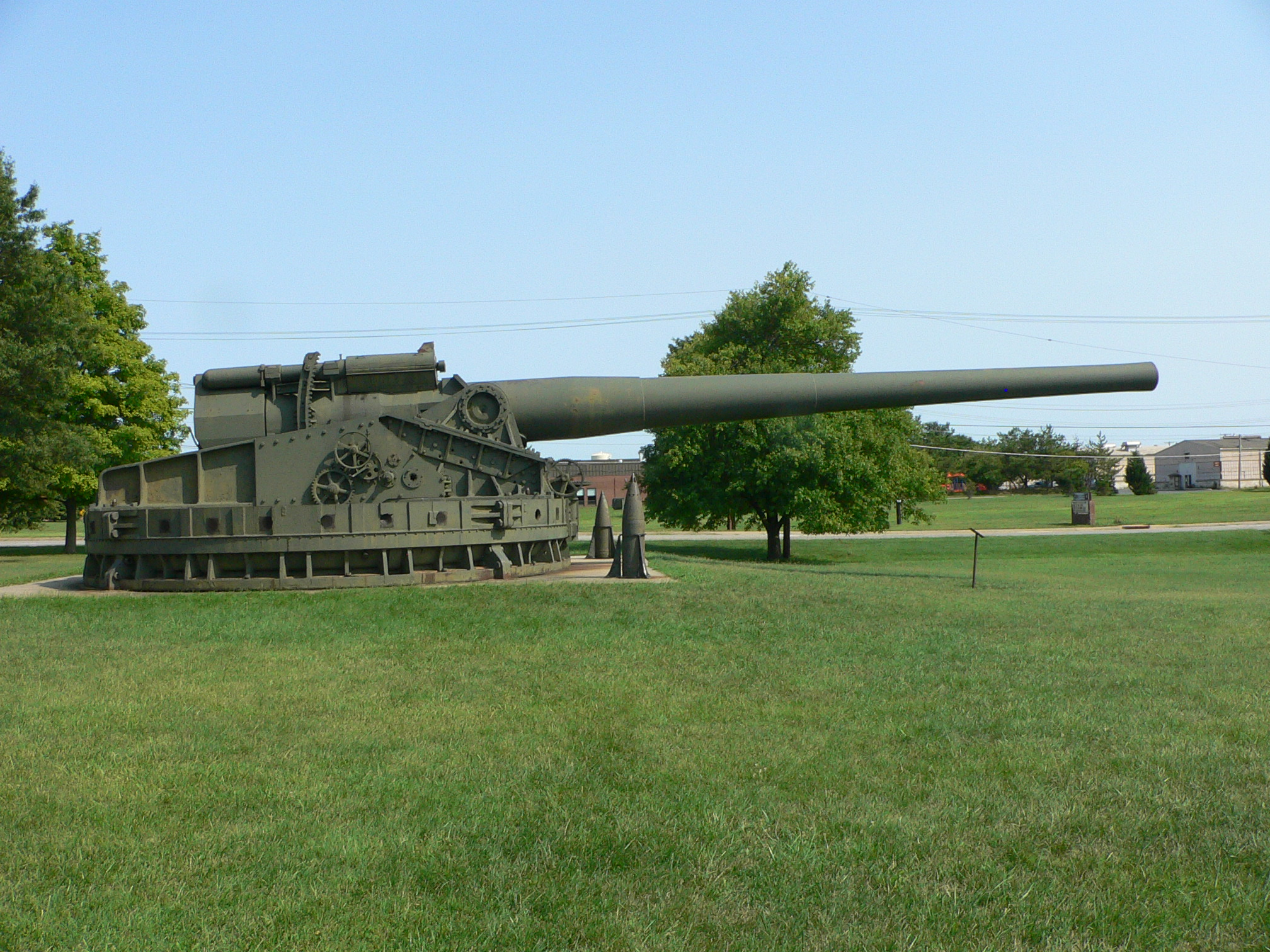
Küstengeschütz M1919 im U.S. Army Ordnance Museum

Die 16in Gun M1919 wurde am Ende des Ersten Weltkrieges erst als Küsten- und  dann als Schiffsgeschütz des größten Kalibers für die künftigen Schlachtschiffe der amerikanischen South-Dakota-Klasse und die Schlachtkreuzer der Lexington-Klasse entwickelt.

## Vorgeschichte
Schon zu Beginn des 20. Jahrhunderts beschäftigten sich die amerikanischen Streitkräfte mit dem großen 16-inch Kaliber (406 mm) und begannen im Watervliet Arsenal den Bau eines Küstengeschützes. Diese als 16-inch-Costal gun M1895 bezeichnete Geschütz wurde letztlich 1902 fertiggestellt und blieb ein Einzelstück. Es wurde 1914 in einer Verschwindlafette im Fort Grant auf der Pazifikseite des Panamakanals eingebaut und war dort bis zu seiner Verschrottung 1943 im Einsatz. Während des Ersten Weltkrieges kam die Idee auf weitere sieben dieser Geschütze in Verschwindlafette zu bauen, doch angesichts der Komplexität und der Kosten dachte man über Alternativen nach. Noch bis 2013, als das Watervliet Arsenal Museum geschlossen wurde, konnte man den Mündungsabschnitt dieses Geschützes dort besichtigen.

## Entwicklung und Produktion für die Costal Artillery
Die zweite Generation der amerikanischen Küstengeschütze im Kaliber 406-mm (16-inch) wurden die 16-inch M1919 Costal guns. Ausgangspunkt der Entwicklung waren die Erfahrungen der Costal Artillery beim Einsatz französischer Eisenbahngeschütze vom Typ Obusier de 400 mm Modèle 1916.
Um die Reichweite der Waffe vollständig ausnützen zu können, wurde auch an einer Barbette-Konstruktion gearbeitet, die mit einem Höhenrichtbereich von +65° zudem auch Steilfeuer auf das weniger gut gepanzerte Deck herankommender gegnerischer Schiffe ermöglichen sollte. Diese Lafettierung war zudem erheblich kostengünstiger und einfacher instandzuhalten.
Ferner wurde das 50 Kaliberlängen lange Geschütz in einer modernen Produktionstechnik mit gewundenem Draht (Drahtrohr) konstruiert, was in den USA zu dieser Zeit sehr ungewöhnlich war, wenn auch in Europa durchaus üblich.
Beide Aspekte ließen die US Army und insbesondere die Costal Artillery zu der Überzeugung kommen, dass das Fertigungsprogramm noch weiter ausgebaut und viel mehr Stützpunkte künftig mit diesen Geschützen ausgerüstet werden könnten. Da auch die US Navy daran interessiert war 16-inch Geschütze zu verwenden, wurde noch vor Kriegsende eine Fabrik gebaut in der Geschütze und Munition für diese produziert wurden.
Das erste der Geschütze in einer einzigartigen rundum drehbaren M1917 Verschwindlafette (Buffington-Crozier disappearing carriage) wurde in Fort Michie, auf Great Gull Island (New York) montiert. In dieser Konstruktion war jedoch nur ein Richtbereich von +15° bis +30° verfügbar.
Von 1917 bis 1918 wurden dort jedoch nur die sechs weiteren Rohre für die Verschwindlafetten fertiggestellt und als der Krieg endete, wurde die dortige Produktion beendet. Die US Navy übergab die Konstruktionspläne für die Geschütze an andere Arsenale und bereitete sich darauf vor lange auf ihre Geschütze zu warten.

## Einsatz und weitere Produktion
Nach dem ersten Geschütz in Fort Michie, wurden die weiteren sechs Geschütze 1927 der Costal Artillery in zwei Batterien mit der kostengünstigeren Barbette-Lafettierungen für die Hafenbefestigungen von Boston (Fort Duvall), New York (Fort Tilden) und den Hafen Pearl Harbor auf Hawaii (Fort Weaver) verwendet.
Als der Krieg endete und die große Rezession der 1920er Jahre begann (Weltwirtschaftskrise), wurden bei der US Navy die Schlachtschiffe der South Dakota-Klasse und die Schlachtkreuzer der Lexington-Klasse gestrichen, denn der Washingtoner Flottenvertrag von 1922 hätte gegen das Abkommen verstoßen. Vorhanden waren jedoch schon die zwanzig zwischenzeitlich in den Arsenalen der Navy gefertigten Geschützrohre 16-inch Mark II und Mk III.
Die Navy bot diese Rohre nun der zur Army gehörenden Coast Artillery an, die für die 20 Rohre eine neue Lafettenversion der M1919 entwarf. Allerdings waren bis kurz nach dem Beginn des Zweiten Weltkrieges die finanziellen Mittel der Costal Artillery knapp und so wurden nur fünf Batterien zu je zwei Geschützen zwischen 1924 und 1940 fertiggestellt. Diese gehörten zur Hafenverteidigung von Pearl Harbor, der pazifischen Seite am Panama-Kanal und dem Hafen von San Francisco.
Im Jahr 1940 zeigte sich bei der Navy ein Problem mit dem Entwurf der Schlachtschiffe der Iowa-Klasse, weitere inzwischen gefertigte Mk II und Mk III - Geschützrohre konnten nicht verbaut werden und neue 16-inch Schiffsgeschütze vom Typ Mk VII wurden entworfen. So gab die Navy, den kommenden Krieg erwartend, nochmals 50 Rohre für die Küstenverteidigung frei. Am 27. Juli 1940 empfahl das Harbor Defense Board (die „Hafenverteidigungskomission“) der Army, zusätzliche 27 Küstenbatterien zu je 2 Geschützen mit den 16-inch Kanonen zu bauen, diese sollten durch Bunker gegen Luftangriffe geschützt werden, wie es bereits bei den älteren 16-inch-Batterien der Fall war.
Aus dieser Planung gingen zum Schutz der Narragansett Bay zwei Batterien hervor, eine als Battery Gray im Fort Church, Little Compton, Rhode Island und eine als Battery Hamilton im Fort Greene, Point Judith, Narragansett, Rhode Island. Eine zweite 16-inch Batterie in Fort Greene, die Battery 109, war geplant, wurde jedoch bis 1943 nicht gebaut und die Geschütze wurden nie geliefert. Mit diesen Geschützen konnte nicht nur die Bucht von Narraganset, sondern indirekt auch die Zufahrt zur Buzzard Bay und auch das östliche Ende der Meerenge von Long Island erreicht werden.
Ende 1943 war eine direkte Bedrohung der Vereinigten Staaten durch eine Landung der gegnerischen Kriegsparteien unwahrscheinlich geworden und da bereits zwei oder vier 16-inch Kanonen für die meisten Hafenverteidigungen platziert worden waren, wurden die weiteren Arbeiten zur Montage und Verbunkerung von 16-inch Geschützen eingestellt. Zudem waren neue, verbesserte 6-inch-Guns für die Küstenverteidigung verfügbar geworden, welche inzwischen veraltete Geschütze ersetzten. In den Jahren zwischen 1941 und 1944 waren 21 Batteriestellungen für die 16-inch Geschütze entstanden, doch nicht alle hatten Geschütze erhalten.
Nach dem Ende des Zweiten Weltkrieges wurden nahezu alle 16-inch Geschütze als veraltet klassifiziert und etwa 1948 zur Verschrottung freigegeben.